# Тур Фьордов
Тур Фьордов (фр. Tour des Fjords) — шоссейная многодневная велогонка проходившая по дорогам Норвегии с 2013 по 2018 год.

## История
Впервые гонка была организована осенью 2013 года и стал дальнейшим развитием Гран-при Ругаланна, который был организован Rogaland Cycle Circuit в период 2008-2012 годов. 
По инициативе бывшего профессионального велогонщика Роя Хегреберга формат Тура Фьордов стал многодневным. Гонка проходила в августе, а её маршрут охватывавший территории восточной и западной Норвегии состоял из четырёх этапов. В 2015 году был добавлен ещё один этап, а сроки проведения перенесены на конец мая. Одними из организаторов были Stavanger Sykleklubb (велосипедный клубу Ставангера) и Nordsjørittet (Северный морской путь). 
Тур Фьордов входил в календарь UCI Europe Tour  с категорией 1.2 с 2008 по 2011 год, 2.1 с 2012 по 2017 год и 2.HC в 2018 году.
После выпуска 2018 года была объединена с Туром Норвегии, а компания Tour des Fjords продолжила работу в качестве организатора велогонки Hammer Stavanger.

## Призёры
| Год  | Победитель            | Второй              | Третий            |
| ---- | --------------------- | ------------------- | ----------------- |
| 2013 | Сергей Чернецкий      | Ларс Петер Нордхауг | Зико Вайтенс      |
| 2014 | Александер Кристофф   | Магнус Корт Нильсен | Жером Бонье       |
| 2015 | Марко Халлер          | Сёрен Краг Андерсен | Микаэль Олссон    |
| 2016 | Александер Кристофф   | Михаэль Шер         | Ник ван дер Лейке |
| 2017 | Эдвальд Боассон Хаген | Дрис Ван Гестел     | Тимо Розен        |
| 2018 | Микаэль Альбазини     | Бьорг Ламбрехт      | Пим Лигтхарт      |